# Romain Saïss
Romain Ghanem Paul Saïss (* 26. března 1990 Bourg-de-Péage) je marocký profesionální fotbalista, který hraje na pozici středního obránce za saúdskoarabský klub Aš-Šabab FC, kde je na hostování z Al-Saddu, a za marocký národní tým, jehož je kapitánem.
Začal svou kariéru v AS Valence, poté hrál za Le Havre a Clermont ve francouzské Ligue 2 a Angers v Ligue 1, pak se v roce 2016 připojil k Wolverhamptonu Wanderers.
Od roku 2012 odehrál Saïss za Maroko přes 40 zápasů. Reprezentoval svou rodnou zem dvou turnajích Afrického poháru národů a na Mistrovství světa 2018.

## Klubová kariéra

### Mládí
Saïss zahájil svou seniorskou kariéru v Olympique de Valence v Championnat de France Amateur 2 (pátá nejvyšší soutěž ve Francii), když si ještě vydělával umýváním nádobí v restauraci svých rodičů. Ve 21 letech podepsal svou první profesionální smlouvu s Clermontem, hrajcí v Ligue 2.
V červnu 2013 se Saïss přesunul do dalšího týmu hrajcí Ligue 2, do Le Havru; podepsal dvouletou smlouvu. Po jejím vypršení, přestoupil do prvoligového Angers, opět na dva roky. Smlouvu v klubu stihl ještě jednou prodloužit.

### Wolverhampton Wanderers
Dne 30. srpna 2016 se Saïss přestěhoval do Anglie a připojil se ke klubu hrající EFL Championship Wolverhamptonu Wanderers za nezveřejněný poplatek; podepsal zde čtyřletou smlouvu. Debutoval 17. září při vítězství 2:0 nad Newcastlem. V zápase byl rasisticky slovně napaden Jonjem Shelveyem, který v prosinci dostal od FA pětizápasový zákaz hraní a pokutu 100 000 liber.
Svůj první gól v klubu vstřelil 30. září 2017 při vítězství 4:0 proti Burtonu Albion.
Po postupu Wolves do Premier League v roce 2018 debutoval Saïss v nejvyšší soutěži jako náhradník při remíze 1:1 s Manchesterem United na Old Trafford dne 22. září 2018. Jeho první start v základní sestavě v Premier League přišel 30. listopadu na stadionu Cardiffu City. 
Saïss vstřelil svůj první gól v Premier League v zápase s Fulhamem na Craven Cottage 26. prosince 2018. Dne 21. února 2019 prodloužil svůj kontrakt do léta 2021.
Dne 25. července 2019 se Saïss poprvé představil ve evropských pohárech v druhém předkole Evropské ligy UEFA 2019/2020 při domácím vítězství 2:0 proti Crusaders a 24. října vstřelil svůj první gól v této soutěži, když v zápase se slovenským mistrem Slovanem Bratislava otevřel skóre při vítězství 2:1 v základní skupině.
Dne 18. března 2021 prodloužil Saïss svou smlouvu s Wolves o jeden rok do června 2022.

## Reprezentační kariéra
Saïss, který se narodil a vyrůstal ve Francii, se rozhodl reprezentovat marocký národní tým, za který mohl hrát prostřednictvím svým předků. V současné době je kapitánem národního týmu. Debutoval v přátelském zápase s Togem v listopadu 2012.
Saïss byl v týmu, který se až dostal do čtvrtfinále Afrického poháru národů 2017 v Gabonu. Svůj první reprezentační gól vstřelil při výhře 3:1 nad Togem.
V červnu 2018 byl součástí do marockého 23členného týmu povolaného na Mistrovství světa ve 2018 v Rusku a odehrál zápasy proti Íránu a Španělsku.
Po Africkém poháru národů 2019, ve kterém bylo Maroko vyřazeno v osmifinále, se stal Saïss kapitánem reprezentace.

## Osobní život
Saïss je muslim a udržuje půst v měsíci Ramadánu. 

## Statistiky

### Klubové
K zápasu odehranému 3. ledna 2022
| Klub          | Sezóna  | Liga                   | Liga   | Liga | Národní pohár | Národní pohár | Ligový pohár | Ligový pohár | Evropské poháry | Evropské poháry | Celkem | Celkem |
| Klub          | Sezóna  | Liga                   | Zápasy | Góly | Zápasy        | Góly          | Zápasy       | Góly         | Zápasy          | Góly            | Zápasy | Góly   |
| ------------- | ------- | ---------------------- | ------ | ---- | ------------- | ------------- | ------------ | ------------ | --------------- | --------------- | ------ | ------ |
| Valence       | 2010/11 | Championnat National 3 | 13     | 4    | 0             | 0             | —            | —            | —               | —               | 13     | 4      |
| Clermont      | 2011/12 | Ligue 2                | 17     | 1    | 0             | 0             | 0            | 0            | —               | —               | 17     | 1      |
| Clermont      | 2012/13 | Ligue 2                | 31     | 0    | 0             | 0             | 2            | 0            | —               | —               | 33     | 0      |
| Clermont      | Celkem  | Celkem                 | 48     | 1    | 0             | 0             | 2            | 0            | —               | —               | 50     | 1      |
| Le Havre      | 2013/14 | Ligue 2                | 27     | 1    | 0             | 0             | 1            | 0            | —               | —               | 28     | 1      |
| Le Havre      | 2014/15 | Ligue 2                | 34     | 2    | 0             | 0             | 1            | 0            | —               | —               | 35     | 2      |
| Le Havre      | Celkem  | Celkem                 | 61     | 3    | 0             | 0             | 2            | 0            | —               | —               | 63     | 3      |
| Angers        | 2015/16 | Ligue 1                | 35     | 2    | 1             | 0             | 1            | 0            | —               | —               | 37     | 2      |
| Wolverhampton | 2016/17 | Championship           | 24     | 0    | 1             | 0             | 0            | 0            | —               | —               | 25     | 0      |
| Wolverhampton | 2017/18 | Championship           | 42     | 4    | 1             | 0             | 1            | 0            | —               | —               | 44     | 4      |
| Wolverhampton | 2018/19 | Premier League         | 19     | 2    | 5             | 0             | 2            | 0            | —               | —               | 26     | 2      |
| Wolverhampton | 2019/20 | Premier League         | 33     | 2    | 2             | 0             | 0            | 0            | 14              | 1               | 49     | 3      |
| Wolverhampton | 2020/21 | Premier League         | 27     | 3    | 2             | 0             | 1            | 0            | —               | —               | 30     | 3      |
| Wolverhampton | 2021/22 | Premier League         | 19     | 2    | 0             | 0             | 1            | 1            | —               | —               | 20     | 3      |
| Wolverhampton | Celkem  | Celkem                 | 164    | 13   | 11            | 0             | 5            | 1            | 14              | 1               | 194    | 15     |
| Celkem        | Celkem  | Celkem                 | 321    | 24   | 14            | 0             | 10           | 1            | 14              | 1               | 358    | 25     |

### Reprezentační
K zápasu odehranému 14. lednu 2022
| Maroko | Maroko | Maroko |
| Rok    | Zápasy | Góly   |
| ------ | ------ | ------ |
| 2012   | 1      | 0      |
| 2013   | 0      | 0      |
| 2014   | 0      | 0      |
| 2015   | 0      | 0      |
| 2016   | 7      | 0      |
| 2017   | 13     | 1      |
| 2018   | 11     | 0      |
| 2019   | 9      | 0      |
| 2020   | 1      | 0      |
| 2021   | 9      | 0      |
| 2022   | 2      | 0      |
| Celkem | 53     | 1      |

#### Reprezentační góly
K zápasu odehranému 19. listopadu 2019. Skóre a výsledky Maroka jsou vždy zapisovány jako první.
| Gól | Datum          | Místo                     | Zápas | Soupeř | Skóre | Výsledek | Soutěž                    |
| --- | -------------- | ------------------------- | ----- | ------ | ----- | -------- | ------------------------- |
| 1.  | 20. ledna 2017 | Stade d'Oyem, Oyem, Gabon | 9.    | Togo   | 2–1   | 3–1      | Africký pohár národů 2017 |

## Ocenění
Klubové
Wolverhampton
- EFL Championship: 2017/18[22]